# IPod Touch (1-го поколения)
iPod Touch первого поколения (в просторечии известный как iPod Touch 1G, iPod Touch 1 или оригинальный iPod Touch) — это мобильное устройство с поддержкой мультитач, разработанное и продаваемое Apple Inc. с сенсорным пользовательским интерфейсом. Первое устройство из серии iPod Touch, оно было представлено и выпущено на мероприятии Apple для СМИ 5 сентября 2007 года. Оно совместимо с iPhone OS до версии 3.1.3, выпущенной 2 февраля 2010 года.

## История
iPod touch первого поколения был выпущен после iPhone первого поколения в качестве сопутствующего устройства. У него были аналогичные функции, но более тонкий дизайн с цельнометаллической задней панелью, за исключением небольшого угла, вырезанного для Wi-Fi 802.11 b/g, что позволяло использовать Safari для просмотра веб-сайтов. В нем использовался тот же 30-контактный разъем, что и в iPhone первого поколения и предыдущих iPod, что позволяло большинству аксессуаров iPod работать с iPod touch. Также в нём не было динамика, а вместо этого был встроен кликер, который издавал щелк при разблокировке. Но обычный звук выводился на наушники.
Задняя панель iPod touch первого поколения. Эта модель имеет нестандартную гравировку, которую в свое время предлагала Apple.

## Функции

### Программное обеспечение
Он полностью поддерживает версии от iPhone OS 1 до iPhone OS 3, хотя в разное время получал другие функции от iPhone первого поколения. У него также не было приложения для iPod, поскольку это был iPod, а вместо этого было приложение «Музыка» для воспроизведения музыки и подкастов с отдельным приложением «Видео» для просмотра видео. Он также получил приложение iTunes Store раньше, чем iPhone: iPod touch первого поколения получил приложение iTunes Store при запуске с iPhone OS 1.1 14 сентября 2007 года, а iPhone первого поколения получил приложение iTunes Store 27 сентября. 2007 года с выпуском iPhone OS 1.1.1. В нем также были предустановлены приложения «Календарь», «Часы», «Калькулятор» и «Фотографии».